# Liste des épisodes d'Alerte à Malibu

Cette page recense la liste des épisodes du drame action Alerte à Malibu (Baywatch).

## Alerte à Malibu

### Première saison (1989-1990)
1. Alerte à Malibu, première partie (Panic at Malibu Pier: Part One)
2. Alerte à Malibu, deuxième partie (Panic at Malibu Pier: Part Two[3])
3. Le Scooter des mers (In Deep)
4. Canicule (Heat Wave)
5. Le Prix du passé (Second Wave)
6. Escapade périlleuse (Message in a Bottle)
7. Tombés du ciel (The Sky Is Falling)
8. Noyade (The Drowning Pool)
9. La Nouvelle Vague (Rookie School)
10. Croisière mouvementée (Cruise Ship)
11. Trois morts pour un squelette (The Cretin of the Shallows)
12. Coup de vent (Shelter Me)
13. Le Retour d'Allison (The Reunion)
14. Scaphandre blindé (Armored Car)
15. Le Baroudeur (Home Cort)
16. Des vacances bien méritées (We Need a Vacation)
17. Le Toboggan de la mort (Muddy Waters)
18. Casino flottant (Snake Eyes)
19. L'Éclipse (Eclipse)
20. Les Requins tueurs (Shark Derby)
21. 15 000 dollars sur un ski (The Big Race)
22. Le Retour d'un vieil ami (Old Friends)
23. Le Tremblement de terre (The End?)

### Deuxième saison (1991-1992)
1. La Baie du cauchemar - 1re partie (Nightmare Bay: Part 1)
2. La Baie du cauchemar - 2e partie (Nightmare Bay: Part 2)
3. Mauvaise pêche (The One That Got Away)
4. Star d'un jour (Money, Honey)
5. Surfer n'est pas jouer (The Fabulous Buchannon Boys)
6. Sauvetage social (Point of Attack)
7. Châteaux de sable (Sandcastles)
8. Maigrir ou mourir (Thin or Die)
9. Le Trophée - 1re partie (The Trophy: Part 1)
10. Le Trophée - 2e partie (The Trophy: Part 2)
11. L'Amour, c'est chimique (If Looks Could Kill)
12. Retrouvailles dans l'écurie (Reunion)
13. Guerre des nerfs (War of Nerves)
14. Une vague d'enfer (Big Monday)
15. Mer de flammes (Sea of Flames)
16. Il était une fois… (Now Sit Right Back and You'll Hear a Tale)
17. Le Caisson de la dernière chance (The Chamber)
18. La Crique aux requins (Shark's Cove)
19. La Chasse au trésor (The Lost Treasure of Tower 12)
20. Danger : pollution (The Big Spill)
21. Cartes sur table (Game of Chance)
22. Un été 85 (Summer of '85)

### Troisième saison (1992-1993)
1. Rivière sans retour - 1re partie (River of No Return, Part I)
2. Rivière sans retour - 2e partie (River of No Return, Part II)
3. Bagarre à Tequila Bay (Tequila Bay)
4. L'École des bleus (Rookie of the Year)
5. Le Goût de l'interdit (Pier Pressure)
6. La Terre sacrée (Showdown at Malibu Beach High)
7. Randonnée sauvage (Point Doom)
8. La Princesse des mers (Princess of Tides)
9. La Crique des amoureux (Masquerade)
10. Un match de basket explosif (Lifeguards Can't Jump)
11. La Kamikaze des mers (Dead of Summer)
12. Une question de vie ou de mort (A Matter of Life and Death)
13. L'Île d'amour (Island of Romance)
14. Les Guetteurs du ciel (Strangers Among Us)
15. La Croisière infernale - 1re partie (Vacation, Part I)
16. La Croisière infernale - 2e partie (Vacation, Part II)
17. Danger : tour piégée (The Tower)
18. Cuisine à l'italienne (Stakeout at Surfrider Beach)
19. Coup dur - 1re partie (Shattered, Part I)
20. Coup dur - 2e partie (Shattered, Part II)
21. Dernier round (Kicks)
22. La Vengeance de l'Australien (Fatal Exchange)

### Quatrième saison (1993-1994)
1. Course contre la montre - 1re partie (Race Against Time, Part I)
2. Course contre la montre - 2e partie (Race Against Time, Part II)
3. À force de volonté (Lover's Cove)
4. Les Yeux de l'amour (Blindside)
5. Chevauchée interdite (Skyrider)
6. Tentacules - 1re partie (Tentacles, Part I)
7. Tentacules - 2e partie (Tentacles, Part II)
8. Immersion (Submersion)
9. L'Épreuve (Ironman Buchannon)
10. Drôle de sirène (Tower of Power)
11. Les Enfants de Neptune (The Child Inside)
12. Un amour fou (Second Time Around)
13. Les Chevaliers rouges (Red Knights)
14. Fantôme d'amour - 1re partie (Coronado Del Soul, Part I)
15. Fantôme d'amour - 2e partie (Coronado Del Soul, Part II)
16. Jeux de miroir (Mirror, Mirror)
17. L'Affaire Falcon (The Falcon Manifesto)
18. Tournage explosif (Rescue Bay)
19. Pour un air de country… (Western Exposure)
20. S.O.S. sauveteurs (The Life You Save)
21. Bande et contrebande (Trading Places)
22. Pour une poignée de diamants (Guys & Dolls)

### Cinquième saison (1994-1995)
1. Séisme à Malibu - 1re partie (Livin' on the Fault Line, Part I)
2. Séisme à Malibu - 2e partie (Livin' on the Fault Line, Part II)
3. Le Retour de Gail (Aftershock)
4. La Dernière Course (Baja Run)
5. Sa première surprise-partie (Air Buchannon)
6. Mon père est un héros (Short Sighted)
7. Surveillance trop rapprochée (Someone to Baywatch Over You)
8. Un doublon qui vaut de l'or (KGAS, the Groove-Yard of Solid Gold)
9. Vent de folie (Red Wind)
10. Coup de foudre (I, Spike)
11. Noël en Californie - 1re partie (Silent Night, Baywatch Night, Part I)
12. Noël en Californie - 2e partie (Silent Night, Baywatch Night, Part II)
13. Un choix difficile (Rubber Ducky)
14. Retour mouvementé (Homecoming)
15. La vie est un cadeau (Seize the Day)
16. Nuits blanches à Malibu (A Little Help)
17. La Fête des pères (Father's Day)
18. À chacun sa méthode (Fire with Fire)
19. Le Caisson de la dernière chance (Deep Trouble)
20. Cas de conscience (Promised Land)
21. Un milliardaire qui tombe à pic (The Runaways)
22. Harcèlement (Wet N' Wild)

### Sixième saison (1995-1996)
1. Prisonniers de l'océan - 1re partie (Trapped Beneath the Sea, Part I)
2. Prisonniers de l'océan - 2e partie (Trapped Beneath the Sea, Part II)
3. Alerte rouge (Hot Stuff)
4. Haut les surfs (Surf's Up)
5. Les Saisons de la vie (To Everything There Is a Season)
6. L'Esprit de famille (Leap of Faith)
7. Une course contre la peur (Face of Fear)
8. Zéro de conduite (Hit and Run)
9. Commando pirate (Home Is Where the Heat Is)
10. Un beau rêve (Sweet Dreams)
11. Accident nocturne (The Incident)
12. La Plus Belle de toutes (Beauty and the Beast)
13. La Poursuite infernale (Desperate Encounter)
14. Drôles de dames à Malibu (Baywatch Angels)
15. Les Malheurs de Stéphanie (Bash at the Beach)
16. Chute libre (Freefall)
17. Toutes voiles dehors (Sail Away)
18. L'Inconnue de la plage (Lost and Found)
19. Paradis interdit - 1re partie (Forbidden Paradise, Part I)
20. Paradis interdit - 2e partie (Forbidden Paradise, Part II)
21. Vague à l'âme (Last Wave)
22. Une pièce qui rapporte (Go for the Gold)

### Septième saison (1996-1997)
1. La Revanche du requin (Shark Fever)
2. Le Concours (The Contest)
3. Le Marchand de rêves (Liquid Assets)
4. Mauvais joueur (Windswept)
5. Coup de chaleur (Scorcher)
6. Le Nouveau Locataire (Beach Blast)
7. La Bonne Surprise (Guess Who's Coming to Dinner)
8. Tous dans le même bain (Let the Games Begin)
9. Violente secousse (Buried)
10. Une unité d'élite (Search and Rescue)
11. Sauvez la baie (Heal the Bay)
12. Le Célibataire du mois (Bachelor of the Month)
13. Le Bel Espoir (Chance of a Lifetime)
14. Une vie de star (Talk Show)
15. L'Ange gardien (Life-Guardian)
16. Le cœur a ses raisons (Matters of the Heart)
17. Un amour de sirène (Rendez-vous)
18. Tout nu et tout bronzé (Hot Water)
19. Rattrapée par le passé (Trial By Fire)
20. Sauvez Léo (Baywatch at Sea World)
21. Des filles en or (Golden Girls)
22. Plus Jamais  (Nevermore)

### Huitième saison (1997-1998)
1. Stage d'été (Rookie Summer)
2. Des jeunes qui montent (Next Generation)
3. Le Choix de Mitch (The Choice)
4. Un homme à la mer (Memorial Day)
5. Charlie (Charlie)
6. Chasseurs de scoops (Lifeguard Confidential)
7. Une étoile est née (Out of the Blue)
8. Le Vent de Santa Ana (Eel Nino)
9. Retour aux sources (Homecoming)
10. Chagrin d’Amour (Missing)
11. Rapt sur la Plage (Hijacked)
12. Plongée infernale (No Way Out)
13. Compte à rebours (Countdown)
14. Le Démon de midi (Surf City)
15. La Pêche aux oursins (To the Max)
16. Enlèvement à Malibu (Night of the Dolphin)
17. Coup de poker (Full Throttle)
18. C'est grave docteur ? (Quarantine)
19. Nounou professionnelle (Diabolique)
20. Bon voyage (Bon Voyage)
21. Croisière à haut risque - 1re partie (White Thunder at Glacier Bay, Part I)
22. Croisière à haut risque - 2e partie (White Thunder at Glacier Bay, Part II)

### Neuvième saison (1998-1999)
1. Un avion en détresse - 1re partie (Crash, Part I)
2. Un avion en détresse - 2e partie (Crash, Part II)
3. L'Esprit de compétition (Sharks, Lies and Videotape)
4. Surprises hawaïennes (Dolphin Quest)
5. Drôle de sauveteur (The Natural)
6. Une erreur de jeunesse (Drop Zone)
7. Le Devoir avant tout (Hot Summer Night)
8. L'Enfant de la plage (Swept Away)
9. Qui veut tenter sa chance (The Swimmer)
10. Amis pour la vie (Friends Forever)
11. Un futur champion (The Edge)
12. Toujours plus loin (The Big Blue)
13. Un père à la dérive (Come Fly With Me)
14. Affaire de cœur (Boys Will Be Boys)
15. Rêves de gloire (Grand Prix)
16. Une équipe de choc - 1re partie (Baywatch Down Under, Part I)
17. Une équipe de choc - 2e partie (Baywatch Down Under, Part II)
18. La Sirène au violon (Water Dance)
19. Le Fils prodigue (Double Jeopardy)
20. Vague de violence (Wave Rage)
21. L'Élection de Miss Galaxy (Galaxy Girls)
22. Les Pirates de Malibu (Castles in the Sand)

## Alerte à Hawaï

### Dixième saison (1999-2000)
1. Bienvenue à Hawaii (Aloha, Baywatch)
2. L'Entrainement (Mahalo, Hawaii)
3. Le Maillon Faible (Weak Link)
4. L'Île aux requins (Shark Island)
5. La Nuit de tous les dangers (Strike Team)
6. Dimanche à Kauai (Sunday in Kauai)
7. Les Risques du métier (Risk to Death)
8. Le Père du marié (Father of the Groom)
9. Requins en danger (The Hunt)
10. L'Or des grands fond (Gold From the Deep)
11. Mort en eaux profondes (Bent)
12. Endurance et Persévérance (Path of Least Resistance)
13. Le Monde du silence (Liquid Visions)
14. Halte à la pollution (Lines in the Sand)
15. Le Héros de ces dames (The Hero)
16. Vagues de panique (Thunder Tide)
17. Et vogue la pirogue (Breath of Life)
18. Mise au point (Big Island Heat)
19. Le Grand Challenge (Maui Xterra)
20. Petit week-end entre amis (Baywatch O'Hana)
21. La Valse des souvenirs (Last Rescue)
22. Cimetière sous-marin (Killing Machine)

### Onzième saison (2000-2001)
1. À la vie, à la mort (Soul Survivor)
2. L'union fait la force (A Knife in the Heart)
3. Mauvais Garçons (Bad Boyz)
4. Jeux dangereux (Dangerous Games)
5. Froid comme l'acier (Stone Cold)
6. Seconde Chance (Broken Promises)
7. La Fille de mes rêves (Dream Girl)
8. Zones Interdites (The Cage)
9. Le Pouvoir de l'océan (Ben)
10. Les Liens du sang (Ties That Bind)
11. La Veuve Joyeuse (Black Widow)
12. Concurrence déloyale (The Ex-Files)
13. Qui aime bien, harcèle bien (The Stalker)
14. Chantage Affectif (Father Faust)
15. L'Œil du cyclone (A Good Man in a Storm)
16. Une femme en colère (My Father, the Hero)
17. Opération séduction (Boiling Point)
18. Le Retour de Jessie (The Return of Jessie)
19. Pris au pièges (Trapped)
20. Le Parcours du combattant (Dead Reckoning)
21. Zack, l'imposteur (Makapu'u Lighthouse)
22. Un amour impossible (Rescue Me)